# Ефимов, Никодим Николаевич
Никодим Николаевич Ефимов (род. 15 ноября 1928 — 1992) — доктор физико-математических наук, лауреат Ленинской премии, Заслуженный деятель науки ЯАССР. Сфера научных интересов — изучение космических лучей сверхвысоких энергий.

## Биография
Родился в Абыйском районе Якутской АССР.
С 1945 по 1949 год получил высшее образование в Якутском Педагогическом институте на физико-математическом факультете. С 1949 по 1952 год работал учителем в средней школе.
С 1952 г. работал в лаборатории физических проблем Якутского филиала АН СССР, преобразованной в 1962 г. в Институт космофизических исследований и аэрономии (ИКИА): старший лаборант, младший, старший научный сотрудник, с 1962 г. учёный секретарь, затем — начальник комплексной экспедиции широких атмосферных ливней (ШАЛ), зав. лабораторией астрофизики космических лучей, начальник отдела частиц сверхвысоких энергий, заместитель директора института по научной работе.
В 1967 году защитил кандидатскую диссертацию на тему «Временные вариации широких атмосферных ливней космических лучей». В 1985 году защитил докторскую диссертацию на тему «Широкие атмосферные ливни от космических лучей».
В 1988 году получил звание профессора.

## Научная деятельность
Учёным исследованы продольное и поперечное развитие ШАЛ с энергией {\displaystyle 10^{17}-10^{19}} эВ и получены экспериментальные функции пространственного распределения различных компонент ливня, а также ценные сведения об электромагнитном и ядерном каскадах в атмосфере. Под научным руководством Н. Н. Ефимова изучен энергетический спектр космических лучей и доказано существование частиц с энергией вплоть до 6×{\displaystyle 10^{19}} эВ, исследованы характеристики анизотропии в распределении частиц по направлениям их прихода, получены важные сведения о составе первичных частиц в этом диапазоне энергий, получены интересные результаты об особенностях в поведении мюонной компоненты ливней при экстремально высоких энергиях.

## Награды и звания
- Награждён орденом «Знак Почёта».
- лауреат Ленинской премии 1982 года (в составе коллектива) — за цикл работ «Исследования первичного космического излучения сверхвысокой энергии» (1947—1980).
- заслуженный деятель науки ЯАССР
- Почётный гражданин Абыйского улуса